# Gábor Halmai
Gábor Halmai (ur. 7 stycznia 1972 w Székesfehérvárze) – piłkarz węgierski grający na pozycji defensywnego pomocnika. W swojej karierze 57 razy zagrał w reprezentacji Węgier i strzelił w niej 4 gole.

## Kariera klubowa
Karierę piłkarską Halmai rozpoczął w klubie Videoton FC z Székesfehérváru. W 1989 roku awansował do kadry pierwszej drużyny i w sezonie 1989/1990 zadebiutował w jego barwach w pierwszej lidze węgierskiej. W Videotonie grał do 1991 roku i wtedy też przeszedł do budapeszteńskiego Kispestu-Honvéd. W 1993 roku wywalczył z tym klubem mistrzostwo Węgier.
Latem 1993 roku Halmai przeszedł z Kispestu-Honvéd do belgijskiego Germinalu Ekeren, w którym grał przez 3 lata m.in. z rodakiem Ervinem Kovácsem. W 1995 roku wystąpił z Germinalem w przegranym 1:3 finale Pucharu Belgii z Club Brugge.
W 1996 roku Halmai wrócił na Węgry i został zawodnikiem klubu MTK Budapest FC. W latach 1997 i 1999 wywalczył z MTK mistrzostwo Węgier. Wraz z tym klubem trzykrotnie zdobył też Puchar Węgier w latach 1997, 1998 i 2000.
W 2000 roku Halmai został piłkarzem izraelskiego Hapoelu Tel Awiw. Grał w nim przez 3 lata. W 2002 roku wywalczył z Hapoelem mistrzostwo Izraela.
W 2003 roku Halmai znów został zawodnikiem MTK. Po 2 latach gry w tym klubie zakończył karierę.
| Sezon   | Klub            | Kraj   | Rozgrywki     | Mecze | Bramki |
| ------- | --------------- | ------ | ------------- | ----- | ------ |
| 1989/90 | Videoton FC     | Węgry  | NB I          | 10    | 1      |
| 1990/91 | Videoton FC     | Węgry  | NB I          | 22    | 0      |
| 1991/92 | Kispest-Honvéd  | Węgry  | NB I          | 19    | 3      |
| 1992/93 | Kispest-Honvéd  | Węgry  | NB I          | 27    | 5      |
| 1993/94 | Kispest-Honvéd  | Węgry  | NB I          | 8     | 1      |
| 1993/94 | Germinal Ekeren | Belgia | Eerste Klasse | 20    | 4      |
| 1994/95 | Germinal Ekeren | Belgia | Eerste Klasse | 28    | 7      |
| 1995/96 | Germinal Ekeren | Belgia | Eerste Klasse | 26    | 2      |
| 1996/97 | MTK Budapest FC | Węgry  | NB I          | 31    | 3      |
| 1997/98 | MTK Budapest FC | Węgry  | NB I          | 27    | 3      |
| 1998/99 | MTK Hungária FC | Węgry  | NB I          | 30    | 3      |
| 1999/00 | MTK Hungária FC | Węgry  | NB I          | 0     | 0      |
| 2000/01 | Hapoel Tel Awiw | Izrael | Ligat ha’Al   | 24    | 6      |
| 2001/02 | Hapoel Tel Awiw | Izrael | Ligat ha’Al   | 29    | 1      |
| 2002/03 | Hapoel Tel Awiw | Izrael | Ligat ha’Al   | 36    | 3      |
| 2003/04 | MTK Budapest FC | Węgry  | NB I          | 11    | 1      |
| 2004/05 | MTK Budapest FC | Węgry  | NB I          | 3     | 0      |

## Kariera reprezentacyjna
W reprezentacji Węgier Halmai zadebiutował 8 września 1993 roku w przegranym 1:3 meczu eliminacji do MŚ 1994 z Rosją. Swojego pierwszego gola w reprezentacji strzelił 7 września 1994 w spotkaniu eliminacji do Euro 96 z Turcją (2:2). W swojej karierze grał też w eliminacjach do MŚ 1998 i Euro 2000. W kadrze narodowej od 1993 do 2001 roku rozegrał 57 meczów i strzelił 4 gole.